# Supremi Apostolatus Officio
Supremi Apostolatus Officio è la dodicesima enciclica di papa Leone XIII, pubblicata il 1º settembre 1883.
In questa enciclica il Pontefice stabilì che la solennità della Madonna del Rosario fosse celebrata con speciale devozione in tutto il mondo cattolico, e che dal primo giorno del mese di ottobre sino al due del successivo novembre in tutte le chiese parrocchiali del mondo si fossero recitate almeno cinque decine del Rosario, con l'aggiunta delle Litanie Lauretane.
Oggetto di decreto è altresì che, quando il popolo si fosse raccolto per tali preghiere, o si fosse offerto il santo Sacrificio della Messa, oppure fosse stato esposto solennemente il Santissimo Sacramento, alla fine si fosse impartita ai presenti la Benedizione eucaristica.
Questa non fu l'unica enciclica scritta dal Pontefice dedicata alla divulgazione della recita del Rosario: questo tema, infatti, Leone XIII dedicherà anche le encicliche Superiore Anno e Vi è ben noto.